# Ermita de la Santa Cruz (Montesa)
La ermita de la Santa Cruz es un pequeño templo situado sobre una loma en las proximidades de la población, en el municipio de Montesa. Es Bien de Relevancia Local con identificador número 46.23.174-004.

## Historia
La ermita fue construida en el siglo XVI, ya que aparece en documentos de 1606. Vivió en ella un ermitaño hasta finales del siglo XIX. Anualmente se celebra una eucaristía el domingo más cercano al 3 de mayo, con motivo de la bendición de términos.

## Descripción
Se trata de un sencillo edificio de planta rectangular, con la entrada situada en un lateral. El interior se cubre con bóveda de cañón rebajada. El altar original es de obra, está adosado a la pared del presbiterio, presidido por una cruz rústica de madera. Un altar exento más moderno se utiliza para el culto.
La edificación es la yuxtaposición de dos cuerpos en la unión de los cuales se alza una espadaña de mampostería. Estos cuerpos son el templo propiamente dicho, seguido en su cabecera de la sacristía. El acceso a la sacristía es mediante una puerta en el presbiterio. La cobertura del conjunto es a cuatro aguas. Un poyo de piedra a modo de banco recorre las paredes de la nave.
Los únicos vanos al exterior son la puerta de acceso, abocinada, y un ventanuco cuadrado que da a la sacristía.